# Año del Elefante

Representación en pintura rupestre del evento que dio nombre al año cercano al 570.

El Año del Elefante (en árabe: عام الفيل‎, ʿĀmu l-Fīl) es el nombre en la historia islámica para un año circa 570. Según algunas fuentes islámicas, fue en este año cuando nació Mahoma (en árabe: مُـحَـمَّـد‎, letras consonantes: m-ħ-m-d). El nombre se deriva de un evento que se dice que ocurrió en La Meca: Abraha, el gobernante cristiano abisinio de Yemen, que era súbdito del Reino de Aksum de Etiopía, marchó sobre la Kaaba en La Meca con un gran ejército, que incluía uno o más elefantes de guerra, con la intención de demolerla. Sin embargo, se dice que el elefante principal, conocido como 'Mahmud' (en árabe: مَـحْـمُـوْد‎, letras consonantes: m-ħ-m-d), se detuvo antes de entrar en La Meca y se negó a pasar a la ciudad. Se ha teorizado que una epidemia, tal vez causada por la viruela, podría haber causado la invasión fallida de La Meca. El año llegó a ser conocido como el Año del Elefante, iniciando una tendencia a calcular los años en la península arábiga. Este cálculo se utilizó hasta que fue sustituido por el calendario islámico en la época de Úmar.
Los descubrimientos arqueológicos en el sur de Arabia sugieren que el Año del Elefante pudo haber sido 569 o 568, ya que el Imperio sasánida derrocó a los gobernantes afiliados a los aksumitas en Yemen alrededor de 570. El año también se registra como el del nacimiento de Ammar ibn Yasir.